# Abby May
Abigail "Abba" Alcott (née May; Boston, 8 de octubre de 1800-Concord, 25 de noviembre de 1877) fue una activista estadounidense que luchó por diversas causas, y fue una de las primeras trabajadoras sociales remuneradas por el estado de Massachusetts. Fue la esposa del transcendentalista Amos Bronson Alcott y madre de cuatro hijas, una de ellas  la novelista de la Guerra de Secesión, Louisa May Alcott.

## Biografía

### Vida familiar y educación
Abigail May provenía de una prominente familia de Nueva Inglaterra. De su lado materno, nación con vínculos con las familias Sewall y Quincy. Su madre, Dorothy Sewall, era la bisnieta de Samuel Sewall, uno de los jueces que presidió los juicios de Salem. Su padre, el coronel Joseph May, era un respetado unitarista laico.
Abby no asistía regularmente a la educación formal. Más bien, aprendió historia, lenguaje y ciencias por su tutora, Abigail Allyn, en Duxbury, Massachusetts. Le presentaron a su futuro esposo, Amos Bronson Alcott en Brooklyn, Connecticut. Posteriormente, Abby solicitó un puesto de asistente en la escuela de Alcott en Boston. Contrajeron matrimonio en 1830, y colaboraron en varios proyectos con la fallida comunidad utópica llamada Fruitlands y en la Escuela del Templo.

### Escritos
Los escritos personales de Abby May fueron compilados y publicados por primera vez en 2012, bajo el título My Heart Is Boundless: Writings of Abigail May Alcott, Louisa's Mother, bajo la editorial Free Press. La colección fue editada por Eve LaPlante (descendiente del hermano de Abby, Samuel Joseph May), autora de la biografía dual Marmee & Louisa: The Untold Story of Louisa May Alcott and Her Mother (Free Press, 2012).

### Hijos
- Anna Bronson Alcott (16 de marzo de 1831 – 13 de julio de 1893)
- Louisa May Alcott (29 de noviembre de 1832 – 6 de marzo de 1888)
- Elizabeth Sewall Alcott (24 de junio de 1835 – 14 de marzo de 1858)
- Frederic Alcott (4 de abril de 1839 - 6 de abril de 1839)
- May Alcott (26 de julio de 1840 – 29 de diciembre de 1879)

### Muerte
El 14 de marzo de 1858, Abby May se sintió deprimida y triste, cuando murió Elizabeth "Lizzie" Sewall, quien fue la persona que inspiró al personaje de Beth en la obra Mujercitas. Diecinueve años después de la muerte de Lizzie, Abby May falleció en noviembre de 1877. Louisa escribió en su diario: "nunca he deseado que vuelva, pero parece que una gran calidez se fue de la vida (...) Era tan fiel, tierna y honesta, la vida era difícil para ella y nadie sabía lo que tuvo que soportar, menos sus hijas." Abba May fue sepultada en el Cementerio Sleepy Hollow, Concord, junto con su esposo y tres de sus hijas.

## Activismo
Abby May fue una activista por el sufragio femenino, el Movimiento por la Templanza, los pobres y en contra de la esclavitud, causas en las cuales inculcó fuertes valores a sus cuatro hijas. Ella y su marido fueron jefes de estaciones en el Ferrocarril subterráneo. Según su segunda hija, la escritora Louisa May Alcott, ''ella siempre hizo lo que le correspondía el deber y la caridad, y dejó que el orgullo, el gusto y la comodidad sufrieran por el amor hacia Dios". Tales ideales humanitarios se extendieron más allá de su hogar hacia Boston, Massachusetts, donde aceptó un trabajo de tiempo completo como trabajadora social en 1848.